# Ricostruzione (Italia)
La Ricostruzione fu il periodo della storia d'Italia, che va dalla fine della seconda guerra mondiale e la costituzione della Repubblica Italiana fino alla fine degli anni 50, precedendo il miracolo economico italiano degli anni 60-70, appartenente dunque al secondo dopoguerra italiano ovvero ai primi anni della prima repubblica. Il periodo si caratterizzò per le opere civili e industriali di ricostruzione dei manufatti andati persi durante il conflitto mondiale ed ebbe da una parte l'appoggio finanziario da parte degli Stati Uniti con il cosiddetto Piano Marshall, dall'altra fu promossa dall'attività in Italia dell'IRI in materia di politica industriale. Maggiore uomo-simbolo politico della Ricostruzione è Alcide De Gasperi, più volte presidente del Consiglio in quel periodo.

## Descrizione

### Contesto storico e problemi della ricostruzione

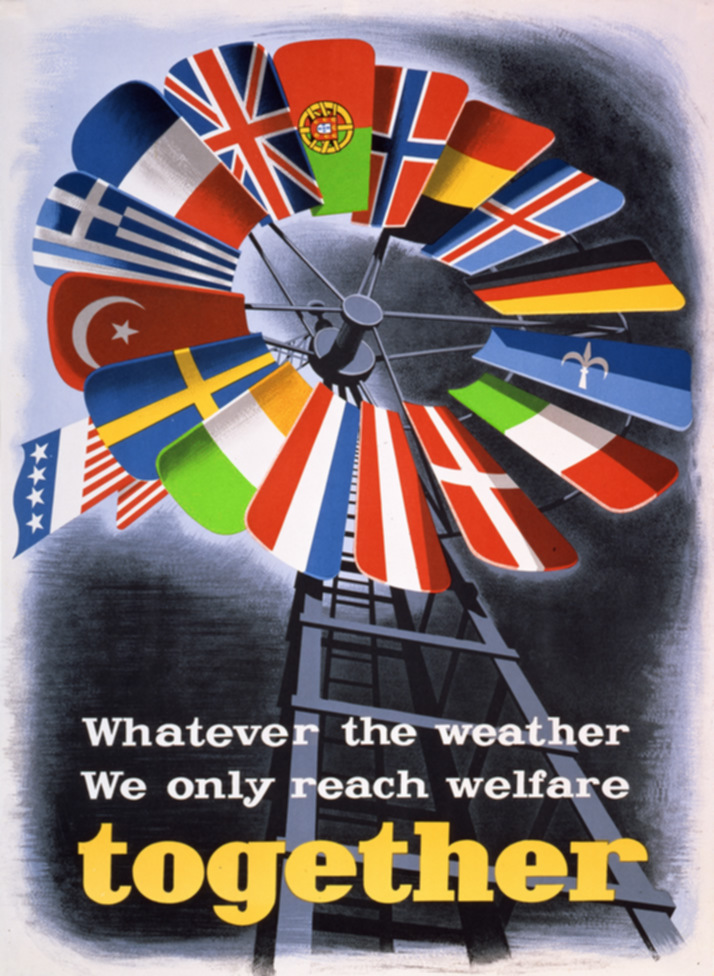
Uno dei manifesti creati per propagandare il Piano Marshall in Europa

La fine della seconda guerra mondiale vedeva un'Italia sconfitta, in condizioni critiche (i vari combattimenti e bombardamenti aerei avevano ridotto molte città e paesi in macerie e le principali vie di comunicazione erano interrotte) ed occupata da eserciti stranieri al pari della Germania e delle altre potenze dell'Asse, condizione che aggravava la cronica distanza nei confronti dei paesi dell'Europa più sviluppata di cui soffriva sin dall'epoca del Risorgimento ed a cui sfuggivano solo poche isole felici.
L'entità dei danni di guerra fu oggetto di diversi studi, anche in vista di un progetto di ricostruzione. Esistono, così, i numeri offerti dall'economista Pasquale Saraceno in La ricostruzione industriale italiana (1947), che restituiscono il seguente quadro:
- il danno globale è calcolabile in 3.200 miliardi di lire (somma pari a tre volte il reddito del 1938);
- l'apparato industriale risulta modestamente danneggiato, anche per l'intervento partigiano;
- significativamente danneggiato il comparto siderurgico (in particolare gli impianti costieri di Bagnoli, Piombino e Cornigliano);
- gravi danni alla produzione agricola, specie nell'Italia centrale;
- duramente colpite ferrovie, porti, flotta, parco automobilistico.

Secondo i calcoli della Banca d'Italia, i danni di guerra patiti dal comparto industriale, nel complesso rappresentavano l'8% del valore degli impianti, mentre The Economist riferiva che il 62% della rete ferroviaria risultava indenne e così il 50% del materiale rotabile. In queste condizioni, l'industria meccanica era in grado di recuperare rapidamente i numeri della situazione prebellica.
Sebbene la struttura industriale del Paese non fosse stata gravemente danneggiata, anche per l'intervento di salvaguardia degli operai, sussistevano grandi difficoltà per la riconversione industriale alla produzione di pace e per i rifornimenti di materie prime. Disastrose le condizioni invece delle maggiori città italiane distrutte dai bombardamenti, delle strutture stradali, dell'agricoltura, non tanto per la produzione di grano che nel 1945 era al 75% di quella di prima della guerra, quanto per quella dello zucchero e della carne scesa al 10% e al 25% di quella anteguerra.
Manifestazioni, come quella di Milano del 1945, si susseguirono in tutta Italia per il razionamento dei generi alimentari che favoriva il mercato illegale della "borsa nera". Mentre la disoccupazione cresceva, aumentava la perdita di valore della lira tanto che il costo della vita era di 20 volte maggiore rispetto al 1938 e nel 1946, nel giro di un anno, i prezzi raddoppiarono. Il reddito nazionale del 1945 era pari al 51,9% di quello del 1938. La massa monetaria circolante era quattordici volte quella del 1939 (e cioè di 451 miliardi di lire).
Ma la guerra aveva provocato anche disastri morali con la lotta armata ai nazifascisti che in alcuni casi si era trasformata da guerra patriottica di liberazione in una vera e propria guerra civile coi suoi strascichi di odi e vendette private.
L'ordine pubblico era fortemente compromesso dalla delinquenza per bande organizzata in molte regioni e dal movimento separatista siciliano, per le sue complicità mafiose, anche se "naturalmente, il separatismo non fu tutto mafia né tutti i mafiosi furono separatisti. Moltissimi seguaci del movimento non ebbero nulla a che vedere con la mafia...".
La ripresa fu comunque rapida: nel settembre del 1946, l'attività industriale era pari al 70% di quella del 1938.
Le nuove logiche geopolitiche della Guerra fredda contribuirono, tuttavia, a far sì che l'Italia, paese cerniera fra l'Europa Occidentale, la Penisola Balcanica, l'Europa Centrale e l'Africa Settentrionale, vedesse del tutto dimenticato il suo antico ruolo di potenza nemica e potesse così godere, a partire dal 1947, di consistenti aiuti da parte del Piano Marshall, valutabili in circa 1.2 miliardi di dollari dell'epoca.

### Piano Marshall
Ufficialmente chiamato piano per la ripresa europea (European Recovery Plan) a seguito della sua attuazione, fu uno dei piani politico-economici statunitensi per la ricostruzione dell'Europa dopo la seconda guerra mondiale. Il piano riuscì almeno in parte a risollevare le sorti economiche di alcuni Paesi europei, tra cui l'Italia, consentendo di intraprendere per conto proprio politiche industriali volte alla ricostruzione e crescita economica.

### Attività dell'IRI
Nato in epoca fascista per iniziativa dell'allora capo del Governo Benito Mussolini al fine di evitare il fallimento delle principali banche italiane (Commerciale, Credito Italiano e Banco di Roma) e con esse il crollo dell'economia, già provata dalla crisi economica mondiale iniziata nel 1929, l'IRI era inizialmente articolato in due sezioni distinte: la sezione di finanziamento a breve e a lungo termine per le imprese industriali (compito precedentemente affidato all'IMI) per affiancare le grandi banche di investimento; la sezione "smobilizzi industriali" con il compito di acquisire le azioni di grandi imprese industriali in difficoltà che erano possedute da banche italiane o da privati.
Nel dopoguerra allargò progressivamente i suoi settori di intervento e fu l'ente che modernizzò e rilanciò l'economia italiana soprattutto negli anni cinquanta e sessanta durante le fasi della ricostruzione post-bellica e l'inizio del boom economico italiano; nel 1980 l'IRI era un gruppo di circa 1 000 società con più di 500 000 dipendenti.